# Norský sen
Norský sen je norsko-polsko-německý koprodukční film z roku 2023, který režíroval Leiv Igor Devold. Film měl světovou premiéru na Mezinárodním filmovém festivalu Kosmorama v Trondheimu dne 6. března 2023.

## Děj
Devatenáctiletý polský imigrant Robert pracuje v Norsku v továrně na ryby na pobřeží Trøndelagu. Zde se zamiluje do svého černošského kolegy Ivara, který je adoptivním synem majitele továrny. Když Robert začne podporovat stávku v továrně, musí si vybrat mezi penězi, které velmi potřebuje, a Ivarem.

## Obsazení
| Hubert Miłkowski      | Robert |
| Karl Bekele Steinland | Ivar   |
| Øyvind Brandtzæg      | Bjorn  |
| Izabella Dudziak      | Julia  |
| Jakub Sierenberg      | Marek  |
| Edyta Torhan          | Maria  |

## Ocenění
- Mezinárodní filmový festival Emden-Norderney: nominace na filmovou cenu DGB, nominace na cenu Bernharda Wickiho
- Cena Iris: cena za nejlepší mužskou roli v celovečerním filmu (Hubert Miłkowski)
- Severské filmové dny Lübeck: nominace za nejlepší celovečerní filmový debut, nominace na Cenu filmů pro děti a mládež, nominace na Cenu poroty pro mládež